# 110 mètres haies aux Jeux olympiques d'été de 1972
Navigation
Mexico 1968 Montréal 1976
L'épreuve du 110 mètres haies aux Jeux olympiques de 1972 s'est déroulée du 3 au 7 septembre 1972 au Stade olympique de Munich, en République fédérale d'Allemagne.  Elle est remportée par l'Américain Rod Milburn qui établit un nouveau record du monde en 13 s 2.

## Résultats

### Finale
| Rang               | Athlète           | Pays               | Temps   | Notes |
| ------------------ | ----------------- | ------------------ | ------- | ----- |
| Médaille d'or      | Rod Milburn       | États-Unis         | 13 s 24 | WR    |
| Médaille d'argent  | Guy Drut          | France             | 13 s 34 | AR    |
| Médaille de bronze | Thomas Hill       | États-Unis         | 13 s 48 |       |
| 4                  | Willie Davenport  | États-Unis         | 13 s 50 |       |
| 5                  | Frank Siebeck     | Allemagne de l'Est | 13 s 71 |       |
| 6                  | Leszek Wodzynski  | Pologne            | 13 s 71 |       |
| 7                  | Lubomír Nádenícek | Tchécoslovaquie    | 13 s 76 |       |
| 8                  | Petr Čech         | Tchécoslovaquie    | 13 s 86 |       |

## Légende
Records et Performances
- AR : Record continental (area record)
- CR : Record des championnats (championship record)
- MR : Record du meeting (meet record)
- NR : Record national (national record)
- OR : Record olympique (olympic record)
- PR : Record paralympique (paralympic record)
- PB : Record personnel (personal best)
- SB : Meilleure performance personnelle de la saison (season's best)
- WL : Meilleure performance mondiale de l'année (world leader)
- WJR : Record du monde junior (world junior record)
- WR : Record du monde (world record)

Circonstances et Conditions
- DNF : N'a pas terminé (did not finish)
- DNS : N'a pas pris le départ (did not start)
- DQ : Disqualification (disqualification)
- NM : Aucun essai valable enregistré (No Mark)
- Q : Qualifié « directement » au prochain tour (ou à la prochaine compétition), lors d'une compétition majeure, grâce au classement ou à la réalisation des minima (automatic qualifier)
- q : Qualifié au prochain tour (ou à la prochaine compétition), lors d'une compétition majeure, grâce au repêchage ou à la réalisation de l'une des meilleures performances parmi celles des « non qualifiés directement » (grâce au meilleur temps ou à la meilleure distance par exemple) (secondary qualifier)